# Pštros

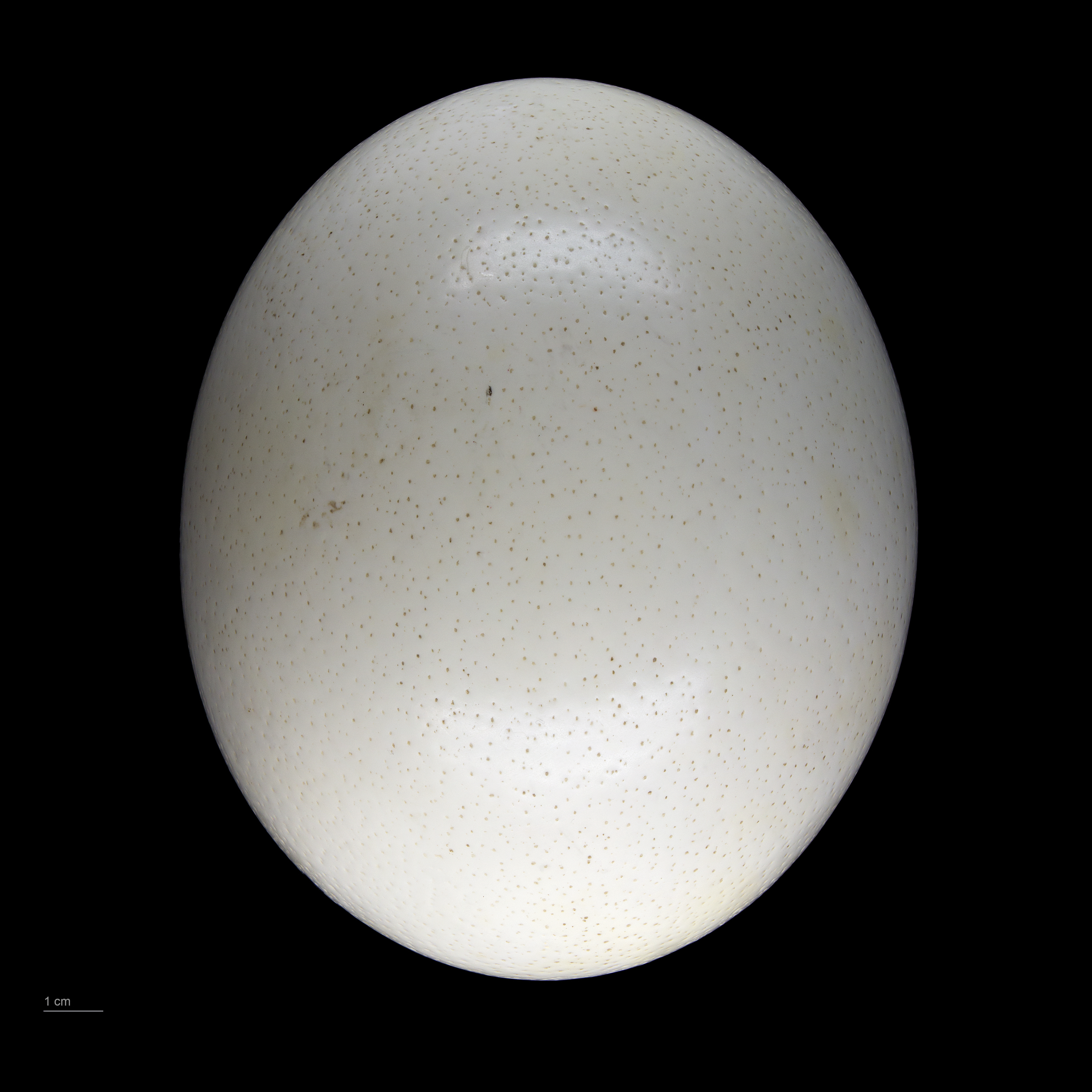
Vejce pštrosa dvouprstého (Struthio camelus)

Pštros (Struthio) je jeden z dvou rodů ptáků z čeledi pštrosovití, do které patří také vymřelý Palaeotis. Do tohoto rodu patří mnoho druhů, z toho dva recentní. V Africe se vyskytuje pštros dvouprstý (Struthio camelus) a od roku 2015 odlišený druh pštros somálský (Struthio molybdophanes), dříve poddruh pštrosa dvouprstého.

## Evoluce
Fosilie a zkamenělá vejce ukazují, že předchůdce rodu Struthio žil v asijských stepích před 58–40 miliony let a byl to malý nelétavý pták. Nejstarší fosilie zástupce rodu Struthio pochází z raného miocénu (před 25 až 20 miliony let). Tento rod vznikl pravděpodobně v Africe. Ve středním miocénu (před 13 až 5 miliony let) se pštrosi rozšířili také do Eurasie.

## Druhy
- †Struthio coppensi (raný miocén, Namibie)
- †Struthio linxiaensis (pozdní miocén, Čína)
- †Struthio orlovi (pozdní miocén, Moldavsko)
- †Struthio karingarabensis (pozdní miocén, jihozápadní Afrika)
- †Struthio kakesiensis (raný pliocén, Tanzanie)
- †Struthio wimani (raný pliocén, Mongolsko)
- †Struthio daberasensis (raný a střední pliocén, Namibie)
- †Struthio brachydactylus (pliocén, Ukrajina)
- †Struthio chersonensis (pliocén, východní Evropa a jihozápadní Asie)
- †Struthio asiaticus (raný pliocén až pozdní pleistocén, střední Asie)
- †Struthio dmanisensis – obří pštros; vědci odhadují, že dosahoval výšky 3,5 m a hmotnosti až 450 kg (svrchní pliocén/spodní pleistocén, Gruzie, Krym)[2]
- †Struthio anderssoni (severní Čína a Mongolsko)
- Struthio camelus – pštros dvouprstý
- Struthio molybdophanes – pštros somálský

## Fyzické vlastnosti

### Tělesné parametry
Dospělý pštros dvouprstý dosahuje hmotnosti 63–145 kg, dle ADW 90–130 kg. Subspecie z východní Afriky (Struthio camelus massaicus) váží v průměru 115 kg (samec), 110 kg (samice). Nominátní poddruh ze severní Afriky (S. c. camelus) dosahuje zhruba 111kg hmotnosti, výjimečně může vážit i více než 150 kg. S nataženou hlavou sahá druh do výšky 1,7–2,8 m od země, podle pohlaví – samec dosahuje větších parametrů než samice.

### Rychlost běhu
Podle vědecké studie, publikované v roce 2017, dokáže jedinec pštrosa o hmotnosti zhruba 65 kg běžet rychlostí až kolem 62,8 km/h. Podobně rychle možná běhali také druhohorní „pštrosí dinosauři“ (ornitomimidi).
Rychlost běhu nad 70 km/h je již za obvyklých podmínek méně pravděpodobná, nejvyšší udávaný údaj 96,6 km/h je pak téměř s jistotou nepravdivý.
Pštros dokáže podle jiných údajů běžet rychlostí kolem 70 km/h po dlouhou dobu (přibližně půl hodiny) a rychlostí kolem 48 km/h až jednu hodinu, je tedy také velmi vytrvalým běžcem.
Pštros dvouprstý se může dožít 40, 45 nebo až 50 let.